# أمانة منطقة عسير
أمانة منطقة عسير؛ هي الجهة المسؤولة عن تقديم الخدمات العامة للمواطنين في منطقة عسير في مجالات مختلفة منها: الترخيص والنظافة والترقيم وبناء الجسور، وكذلك في المجالات الثقافية والسياحية والرياضية وبرامج للاطفال وغيرها.
وهي مؤسسة ذات استقلال مالي وتمارس الوظائف والسلطات والصلاحيات والمهام والأعمال والأنشطة المنصوص عليها في قانون البلديات السعودي وتعديلاته رقم 6346 لسنة 2005. يرؤسها اليوم سعادة المهنس / عبدالله مهدي الجالي.

## النشأة
بعد صدور نظام أمانة العاصمة والبلديات عام 1357 هـ صدر رسمياً قيام و تشكيل بلدية أبها عام 1385 هـ، حيث تعد من أقدم البلديات على مستوى المملكة.
وفي الخامس عشر من رجب سنة 1426 هـ صدر قرار سمو وزير الشؤون البلدية والقروية رقم 6346 والمتضمن تعديل مسمى بلدية أبها إلى أمانة منطقة عسير، كما تم انضمام فرع وزارة الأشغال العامة سابقاً إلى أمانة منطقة عسير .

## بلديات وفروع الأمانة

### البلديات
يبلغ عدد بلديات منطقة عسير 33 بلدية، هي الآتي:
- أحد رفيدة
- بني عمرو
- بيشة[2]
- خميس مشيط
- سراة عبيدة
- ظهران الجنوب
- تثليث
- تنومة
- النماص
- محايل عسير
- المجاردة
- رجال ألمع
- بلقرن
- بلسمر
- الحرجة
- طريب
- البشائر
- الربوعة
- بحر أبو سكينة
- وادي بن هشبل
- الحازمي
- البرك
- بللحمر
- قنا
- الفرشة
- صمخ
- بارق
- الثنية وتبالة
- النقيع
- الصبيخة
- الامواه
- الواديين
- الساحل

### الفروع
يبلغ عدد الفروع 5 فروع خدمية، وهي كاللآني:
- الشعف
- مدينة سلطان
- مربه
- السودة
- طبب .
- العرين
- وظائف الأمانة ومهامها

حدد المرسوم الملكي رقم م/5 وتاريخ الحادي عشر من صفر سنة 1397 هـ، وظائف ومهام البلديات والأمانات بنظام البلديات والأمانات بنظام البلديات والقرى على النحو التالي:
- تنظيم وتنسيق البلدة وفق مخطط تنظيمي معتمد من الجهات المختصة .
- الترخيص بإقامة الإنشاءات والأبنية، وجميع التمديدات العامة والخاصة، ومرا قبتها .
- المحافظة على مظهر ونظافة البلدة، وإنشاء الحدائق والساحات والمنتزهات وأماكن السياحة العامة وتنظيمها وإدارتها بطريق مباشر أو غير مباشر ومراقبتها .
- وقاية الصحة البيئية العامة داخل المدينة، وردم البرك والمستنقعات، ودرء خطر السيول وإنشاء أسوار من الأشجار حول البلدة لحمايتها من الرمال .
- مراقبة المواد الغذائية والاستهلاكية، والإشراف على تموين المواطنين بها ومراقبة أسعارها وأسعار الخدمات العامة، ومراقبة الموازين أو المكاييل والمقاييس بالاشتراك مع الجهات المختصة .
- إنشاء المسالخ وتنظيفها.
- إنشاء الأسواق وتحديد مراكز البيع .
- الترخيص بمزاولة الحرف والمهن وفتح المحلات العامة ومراقبتها صحيا وفنيا .
- ا لمحافظة على السلامة والراحة وبصورة خاصة اتخاذ ا لإجراءات اللازمة لدرء وقوع الحرائق وإطفائها وهدم الأبنية الآيلة للسقوط أو الأجزاء المتداعية منها، وإنشاء الملاجئ العامة.
- تحديد مواقف الباعة المتجولين والسيارات والعربات.
- تنظيم النقل الداخلي وتحديد أجوره بالاتفاق مع الجهات ا لمختصة.
- نزع ملكية العقارات للمنفعة العامة.
- تحديد واستيفاء رسوم وعوائد البلدية والغرامات والجزاءات التي توفى على ا لمخالفين لأنظمتها .
- الإشراف على انتخابات وترشيح رؤساء الحرف والمهن ومراقبة أعمالهم وحل الخلافات التي قد تحدث بينهم .
- حماية الأبنية الأثرية بالتعاون مع الجهات المختصة .
- تشجيع ا لنشاط ا لثقافي والرياضي والاجتماعي والمساهمة فيه .
- التعاون مع الجهات المختصة لمنع التسول والتشرد وإنشاء الملاجئ للعجزة والأيتام والمعتوهين وذوي العاهات وأمثالهم .
- إنشاء المقابر والمغاسل وتسويرها وتنظيفها ودفن الموتى .
- تلافي أضرار الحيوانات السائبة والكاسرة والرفق بالحيوان.
- منع وإزالة التعدي سواء على الأملاك الخاصة أو الأملاك العامة .